# Ufens similis
Ufens similis är en stekelart som först beskrevs av Kryger 1932.  Ufens similis ingår i släktet Ufens och familjen hårstrimsteklar. Inga underarter finns listade i Catalogue of Life.